# 호이다촌
호이다촌(穂井田村)은 일본 오카야마현 기비군에 설치되었던 촌이다. 현재의 구라시키시의 일부에 해당한다.